# Meteorus takenoi
Meteorus takenoi är en stekelart som beskrevs av Maeto 1989. Meteorus takenoi ingår i släktet Meteorus och familjen bracksteklar. Inga underarter finns listade i Catalogue of Life.